# José Luis Tamayo (Muey)
La parroquia rural José Luis Tamayo también conocida como Muey, está ubicada al suroeste de la provincia de Santa. Elena, El territorio de la parroquia rural José Luis Tamayo, si bien es una parroquia rural, sus características actuales físicas y de infraestructura corresponden, en alguna medida a un territorio urbano. La ubicación entre las ciudades de Salinas y La Libertad y su crecimiento acelerado, se ha realizado paralelamente al de ellas y muchas veces se la integra al gran conglomerado urbano formado por Salinas, La Libertad y Santa Elena. Cuenta con un solo centro poblado del mismo nombre el cual ocupa aproximadamente el 20 % del territorio parroquial.

## Historia
La parroquia rural José Luis Tamayo, se encuentra en el cantón Salinas históricamente fue el centro de abastecimiento de agua dulce para todos los habitantes de la península por medio de sus albarradas, las cuales se llenaban de forma natural, dado lugar a la existencia de una variada biodiversidad con grandes árboles de tamarindos, algarrobos, ciruelos y palmeras denominados en ese entonces como “Oasis Peninsular”.
Relatan que el nombre por el cual es reconocido “MUEY” se debe a la existencia de una flor olorosa de color blanco con lila y de tres pétalos. La población estaba rodeada de albarradas que servían para que los pobladores transporten agua en pipas halados por burros para la comunidad y hasta servía de dotación para los pueblos aledaños. La municipalidad de Salinas en 1948 queriendo honrar la memoria del expresidente constitucional José Luis Tamayo Terán, propuso el cambio del nombre original MUEY por el de Presidente José Luis Tamayo. El mismo que fue aprobado con el acuerdo # 255 del Presidente Constitucional de la República Señor Don Carlos Julio Arosemena Tola, según consta en el Registro Oficial del 14 de mayo de 1948. En el año de 1937 por decreto n.º 115 del entonces Presidente la República del Ecuador Gral. Alberto Enríquez Gallo, la población de Salinas que en ese entonces era parroquia del Cantón Santa Elena, ascendió a la categoría de Cantón, el 22 de diciembre de 1937, conjuntamente
con sus parroquias: La Libertad, Muey y Anconcito.

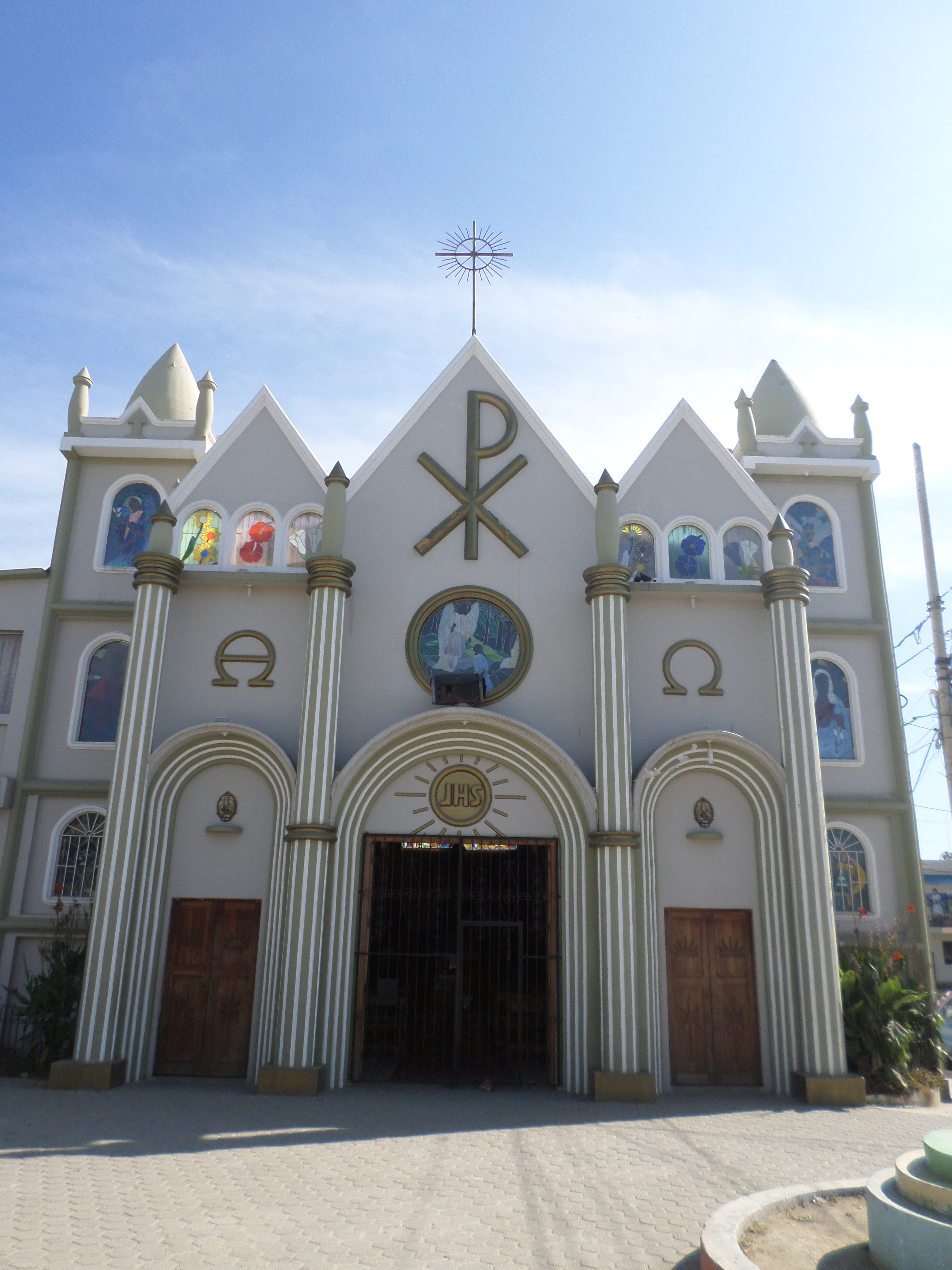
Iglesia San Rafael de Arcángel

## Geografía
La parroquia rural Presidente José Luis Tamayo, se encuentra ubicada al Sureste del Cantón Salinas y sus límites son: Al Norte: Cantón La Libertad. Al Sur: parroquia Anconcito, Ancón (Ecuador). Al Este: Cantón La Libertad y Cantón Santa Elena. Al Oeste: Océano Pacífico.

## Salud
En la parroquia rural José Luis Tamayo los servicios de salud son cubiertos por el Sub- Centro de salud José Luis Tamayo de mano del Hospital José Garcés Rodríguez, el hospital Dr. Rafael Serrano López, consultorio médico SOLDIAL, Clínicas Granados, Clínica García, Clínica Odontológica Servident y UNIMEQ, entre otros servicios particulares, adicionalmente pueden dirigirse hacia Santa Elena, Salinas, La Libertad, Ancón en donde existen establecimientos de internación y médicos especialistas.

## Organización Territorial
Las Juntas Parroquiales del Ecuador fueron constituidas en reconocimiento al desarrollo rural del Ecuador, sobre todo buscando su fortalecimiento, se propone entonces un nivel de gobierno de cercanía, que será la célula territorial donde los pobladores encuentren una primera respuesta a sus necesidades. La Constitución de 2008 les reconoce su categoría de Gobierno Autónomo Descentralizado y mejora significativamente sus presupuestos, así como o liga a tener responsabilidades que antes eran discrecionales. Ese es el escenario en donde las Juntas Parroquiales de la nueva provincia de Santa Elena, realizan sus planes de desarrollo y ordenamiento territorial.
Cuenta con una fuerte estructura barrial, siendo sus barrios el núcleo socio-espacial desde los cuales nace y se fortalece  la estructura  participativa y de gestión de sus pobladores. Son sectores homogéneos tanto en su conformación socioeconómica como en los servicios que reciben. Los Sectores Barriales existentes en la parroquia son los siguientes:
- Vicente Rocafuerte
- Centenario
- 9 de Octubre
- Paraíso
- Jardín botánico
- Entrada de Muey
- Salida de Muey
- 24 de Septiembre
- Brisas del Mar
- Nicolás Lapentti
- 6 de Junio
- Vinicio Yagual I (Conocida Antigua Como 28 de Marzo)
- Vinicio Yagual II (Conocida Antigua Como 28 de Marzo)
- Carolina Rural
- Carolina Privada
- Siria Bedoya
- La Magdalena
- Nueva Jerusalén
- Costa de Oro
- Santa Paula
- Arena y Sol
- Salida del Sol
- Caída del Sol
- Puerta del Sol Fase 1
- Puerta del Sol Fase 2
- Puerta del Sol Fase 3
- 23 de Enero
- 11 de Mayo
- Simón Bolívar
- Los Esteros
- León Febres Cordero
- San Raymundo II
- Guayacanes de Salinas
- Colinas de Salinas I
- Colinas de Salinas II

## Economía

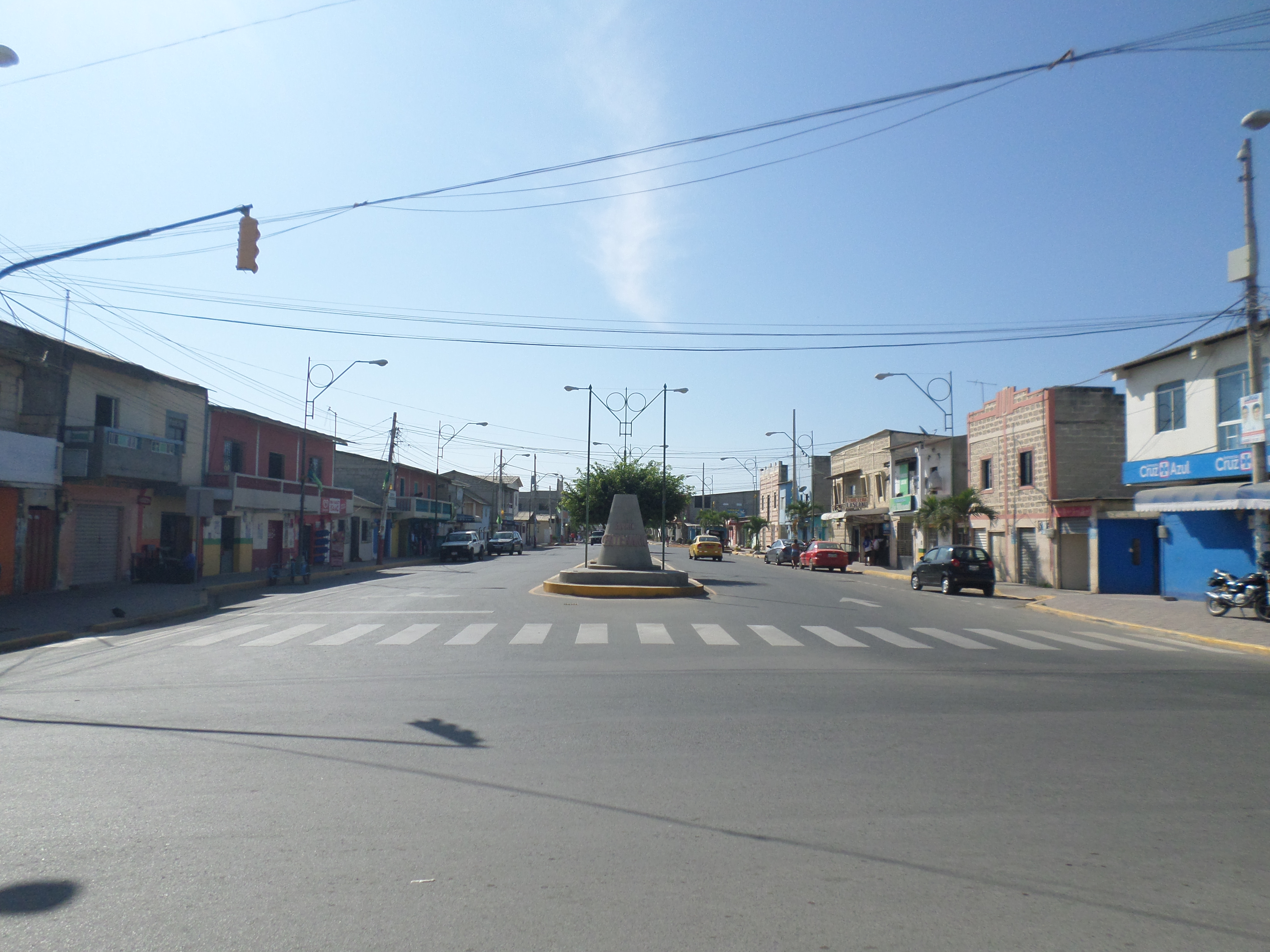
Vista del Sector Barrial "Centenario"

La cabecera parroquial, posee un comercio muy dinámico especialmente por las noches, donde se aprecia diferentes comerciantes que ofrecen diferentes servicios de comidas rápidas, comidas típicas, farmacias, bazares, entre otros negocios. Para un análisis más preciso, a continuación se destaca información relevante sobre la parroquia en cuanto a su Población Económicamente Activa (PEA): Según las estadísticas del (INEC, Boletines estadísticos del censo de 2010), las tres actividades económicas que más se destacan en la parroquia son: Comercio al por mayor y menor, la construcción (albañilería), ganadería, acuicultura y pesca, con 14.64 % y 11.19% respectivamente. Por ocupación Según las estadísticas del (INEC, 2015), los tres grupos de ocupación que más se destacan en la parroquia son: Oficiales, operarios y artesanos; trabajadores de servicios y vendedores; y, ocupaciones elementales, con 19.52%, 19.15% y 18.98% respectivamente. De los tres grupos antes mencionados, en promedio, existen alrededor del 2.5% de cada grupo de ocupación que supera la mayoría de edad, es decir los 65 años, y la diferencia habitantes que poseen un rango de edad entre 15 y menor a los 65 años.
Producción de Sal
La importancia de la sal en este territorio resulta ser significativa, incluso, este recurso intervino en la concepción y naturaleza del nombre del cantón “Salinas”, de donde forma parte esta parroquia. Salinas mantiene este nombre por las numerosas fuentes y minas de sal, administradas en un
principio por una reservada agrupación familiar proveniente del país vecino Colombia al inicio del siglo pasado, trabajo que en dicha zonas se mantuvo como única opción de ingresos para los habitantes de dichos asentamientos. Actualmente, en la parroquia rural José Luis Tamayo existen tres gremios o asociaciones productores: Magdalena N.4, del sector José Luis Tamayo; Magdalena N.5, del sector paraíso;
y, Montaña Blanca, del sector Velasco Ibarra.

## Ecosistemas
La parroquia rural José Luis Tamayo tiene varios ecosistemas marinos y costeros; entre los más representativos se encuentran: playas, arenales, humedales y arrecifes rocosos. Los humedales existentes, lo conforman las piscinas de producción de ECUASAL, estos no son naturales, sino producto de las actividades  que desarrolla esta empresa, pero por su importancia ecológica, especialmente como zona de concentración de aves marinas y costeras migratorias, el lugar tiene reconocimiento internacional como humedal de importancia para la conservación de aves.
El ecosistema de las playas es muy dinámico y, a la vez,  vulnerable al impacto humano por el sobre uso y la erosión,  se lo encuentra en las zonas de: Brisas del Mar Bravo, Costa de Oro, Carolina Rural y Carolina Privada y Punta Carnero.

## Fiestas Parroquiales y Patronales
- 21 de diciembre de 1937 (Parroquialización)
- 29 de septiembre de 2007 (Fiesta de San Rafael)